# Estnischer Fußballpokal 1992/93
Der Estnische Fußballpokal 1992/93 war die insgesamt dritte Austragung des estnischen Pokalwettbewerbs der Männer und die erste nach der Wiedererlangung der Unabhängigkeit von der Sowjetunion 1991. Das Finale fand am 9. Juni 1993 statt.
Der Sieger nahm am Europapokal der Pokalsieger 1993/94 teil.

## 1. Runde
|                     | Ergebnis              |                          |
| ------------------- | --------------------- | ------------------------ |
| JK Sindi Tekstil    | 1 -:+ 1               | FC Flora Tallinn         |
| Viljandi JK Tulevik | 1 +:- 1               | SS Kalev Tartu           |
| Lokomotiiv Valga    | 2:2 n. V. (3:5 i. E.) | Pärnu JK                 |
| Maardu FK           | 0:9                   | JK Eesti Põlevkivi Jõhvi |
| JK Järvamaa         | 2:1                   | JK Merkuur Tartu         |
| Fööniks-Sport Valga | 1:4                   | Keemik Kohtla-Järve      |
| JK Tallinna Sadam   | 1:2                   | JK Kalev Sillamäe        |
| JK Irbis Kiviõli    | 02:10                 | FC Norma Tallinn         |
| JK Pärnu Tervis     | 2:0                   | Dünamo Tallinn           |
| Tallinna SK Tempo   | 1 -:+ 1               | JK Trans Narva           |

## Achtelfinale
Sechs Teams hatten in der 1. Runde ein Freilos: Narva Kreenholm, FC Nikol Tallinn, Peipsi Kalur Kallaste, KSK Vigri Tallinn, Jõhvi JK Pena und Metallist Tallinn.
|                          | Ergebnis |                   |
| ------------------------ | -------- | ----------------- |
| Narva Kreenholm          | 2:6      | FC Nikol Tallinn  |
| Peipsi Kalur Kallaste    | 2 -:+ 2  | FC Flora Tallinn  |
| Viljandi JK Tulevik      | 1:0      | Pärnu JK          |
| JK Eesti Põlevkivi Jõhvi | 2 +:- 2  | JK Järvamaa       |
| Keemik Kohtla-Järve      | 6:1      | JK Kalev Sillamäe |
| FC Norma Tallinn         | 2 +:- 2  | JK Pärnu Tervis   |
| JK Trans Narva           | 1:2      | KSK Vigri Tallinn |
| Jõhvi JK Pena            | 2 +:- 2  | Metallist Tallinn |

## Viertelfinale
|                     | Ergebnis  |                          |
| ------------------- | --------- | ------------------------ |
| FC Nikol Tallinn    | 1:0       | FC Flora Tallinn         |
| Viljandi JK Tulevik | 3:5       | JK Eesti Põlevkivi Jõhvi |
| Keemik Kohtla-Järve | 0:3 n. V. | FC Norma Tallinn         |
| KSK Vigri Tallinn   | 1:0       | Jõhvi JK Pena            |

## Halbfinale
|                  | Gesamt |                          | Hinspiel | Rückspiel |
| ---------------- | ------ | ------------------------ | -------- | --------- |
| FC Nikol Tallinn | 2:1    | JK Eesti Põlevkivi Jõhvi | 1:0      | 1:1       |
| FC Norma Tallinn | 4:0    | KSK Vigri Tallinn        | 2:0      | 2:0       |

## Finale
| Paarung          | FC Nikol Tallinn – FC Norma Tallinn |
| Ergebnis         | 0:0 n. V.; 4:2 i. E. |
| Datum            | 9. Juni 1993 |
| Stadion          | Kadrioru staadion, Tallinn |
| Zuschauer        | 350 |
| Schiedsrichter   | Ants Nõmmiste |
| Tore             | Elfmeterschießen: ? |
| FC Nikol Tallinn | Oleg Andrejev – Andrei Krasnopjorov, Aleksandr Borodin, Aleksei Kapustin, Igor Bahmatski – Pavel Kazakov (112. Valentin Kamarov), Valeri Možžuhhin, Boriss Kudrjavtsev (119. Viktor Passikuta), Juri Lebret – Oleg Guzik (60. Jevgeni Oleinikov, 116. Igor Andrejew), Boriss Rubanovitš. Cheftrainer: Vjatšeslav Smirnov |
| FC Norma Tallinn | Tõnu Vanakesa – Sergei Bragin, Vladimir Urjupin, Eduard Vinogradov, Valeri Tšmil (46. Leonid Kirilov) – Juri Tšurilkin (11. Seppo Vilderson), Juri Volkov (65. Konstantin Golitsõn), Andrei Borissov – Andrei Belohvostov, Aleksandr Žurkin. Cheftrainer: Valeri Bondarenko                                              |